# Ahtopol
Ahtopol (búlgaro: Ахтопол) é uma cidade da Bulgária, localizada no distrito de Burgas. A sua população era de 1 327 habitantes segundo o censo de 2010.
Era conhecida como Agatópolis na antiguidade.

## População
| Ahtopol | Ahtopol | Ahtopol | Ahtopol | Ahtopol | Ahtopol | Ahtopol | Ahtopol | Ahtopol | Ahtopol | Ahtopol | Ahtopol | Ahtopol | Ahtopol | Ahtopol | Ahtopol | Ahtopol | Ahtopol | Ahtopol | Ahtopol |
| --- | ------- | ------- | ------- | ------- | ------- | ------- | ------- | ------- | ------- | ------- | ------- | ------- | ------- | ------- | ------- | ------- | ------- | ------- | ------- |
| Ano | 1887    | 1910    | 1934    | 1946    | 1956    | 1965    | 1975    | 1985    | 1992    | 2001    | 2002    | 2003    | 2004    | 2005    | 2006    | 2007    | 2008    | 2009    | 2010    |
| População |         |         |         | 1,079   | 1,058   | 0,947   | 0,945   | 1,138   | 1,204   | 1,192   | 1,294   | 1,272   | 1,296   | 1,302   | 1,328   | 1,306   | 1,324   | 1,304   | 1,327   |
| Fontes: Instituto Nacional de Estatísticas, „citypopulation.de“, „pop-stat.mashke.org“, Bulgarian Academy of Sciences |         |         |         |         |         |         |         |         |         |         |         |         |         |         |         |         |         |         |         |